# Nu vet du hur det känns
Nu vet du hur det känns är en singel med Sarah Dawn Finer som gavs ut i augusti 2012. Låten är skriven av Mauro Scocco och producerad av Johan Röhr. Singeln framfördes i bland annat Sommarkrysset och Allsång på Skansen.